# Josep Bardina i Ballera
Josep Bardina i Bellera (Barcelona, 8 d'abril de 1912 - Caracas, 1973) fou un futbolista català de les dècades de 1930 i 1940.

## Trajectòria
S'inicià a la UA Horta, on jugà entre 1933 i 1934. Aquest any ingressà al CE Júpiter, i un any més tard ingressà al FC Barcelona. Jugà cinc temporades al Barça, tres d'elles en plena Guerra Civil. Finalitzada la guerra jugà quatre temporades al CE Sabadell i finalitzà la seva trajectòria al CF Igualada.
El seu germà Joan Bardina i Ballera també fou futbolista del Centre d'Esports Sabadell i el seu fill José Bardina fou un important actor veneçolà de telenovel·les.

## Palmarès
- Campionat de Catalunya de futbol:
  - 1935-36, 1937-38
- Lliga Mediterrània de Futbol:
  - 1936-37
- Lliga Catalana de Futbol:
  - 1937-38